# آيت لحسن أوعمر (سيدي جعفر 3)
آيت لحسن أوعمر هو دُوَّار يقع بجماعة واد الرمان، عمالة مكناس، جهة فاس مكناس في المملكة المغربية. ينتمي الدوّار لمشيخة سيدي جعفر 3 التي تضم 11 دوار. يقدر عدد سكانه بـ 131 نسمة حسب الإحصاء الرسمي للسكان والسكنى لسنة 2004.

## وصلات خارجية
- البوابة الوطنية للجماعات الترابية
- المندوبية السامية للتخطيط